# شهرک وکون، شینله
شهرک وکون، شینله (به لاتین: Mucun Township) یک شهرک در جمهوری خلق چین است که در شهر شینله واقع شده‌است.